# Flowers in the Attic: The Origin
Flowers in the Attic: The Origin è una miniserie televisiva del 2022 diretta da Declan O'Dwyer e Robin Sheppard e tratta dal romanzo Garden of Shadows di Virginia C. Andrews.
La miniserie funge da prequel dell film televisivo Flowers in the Attic del 2014 e dei suoi sequel.

## Puntate
| n° | Titolo originale         | Trasmissione USA |
| -- | ------------------------ | ---------------- |
| 1  | Part One: The Marriage   | 9 luglio 2022    |
| 2  | Part Two: The Mother     | 16 luglio 2022   |
| 3  | Part Three: The Murderer | 23 luglio 2022   |
| 4  | Part Four: The Martyr    | 30 luglio 2022   |